# 永倉新八
永倉 新八（1839年5月23日—1915年1月5日），日本幕末時期武士，新選組第二隊隊長、劍術師範，幼名榮吉、榮治。諱載之（のりゆき）。

## 生平

### 試衛館時期
原籍松前藩（今北海道松前郡），為擔任松前藩江戶定府代理永倉勘次的次男。弘化3年（1846年）8歳進入神道無念流剣術道場「撃剣館」第三代掌門人岡田十松的門下修習劍術，4年後為師死亡由繼任第四代掌門人岡田助右衛門教導並授與切紙認可。安政3年（1856年）18歳升格為目録級等，成年後改名為新八。
1857年獲得「神道無念流免許皆傳」認可後，次年為了精進劍術逕行諸國武者修行之旅而脫藩，途中路經江戸牛込的天然理心流試衛館道場，受武州多摩地方門人與近藤勇邀請成為試衛館食客。

### 新選組
和近藤參加浪士組上京後，在新選組時期擔任組織核心的第二隊隊長。由於與芹澤鴨同樣握有神道無念流免許皆傳的認可與實力，因此與芹沢為匪淺之親交。元治元年（1864年），在沖田總司昏倒、藤堂平助受傷的情況下，永倉新八仍像頭獅子般和近藤勇、土方歲三一同在池田屋中奮力殺敵，最終成功斷絕倒幕派浪人火燒京都的野心。
池田屋事件後遠近馳名的近藤等人，難免被世人與幕府捧的飄飄然，對隊士和下屬目空一切。對此感到遺憾的永倉，與原田左之助、島田魁冒著違反局中法度切腹的風險脫離新選組住所向松平容保上書。認為近藤勇已違背了局中法度。收到投訴書的松平容保要求近藤勇改善，而近藤勇也視永倉等人為同志而非君臣，因此接受了永倉的諫言。
1867年油小路事件時，永倉也參與其中，然而近藤勇亦私下交待「讓藤堂活下來！」──畢竟藤堂也是試衛館時期便一同奮鬥的夥伴。但是到最後仍舊無法達成密令，藤堂平助依然在混戰中戰死。

### 奮戰、堅持、妥協
而在沖田總司病重之際，永倉也負起帶領第一隊的重責大任。從1868年（慶應4年）與新政府軍戰鬥的戊辰戰争，到後來京都的鳥羽伏見之戰，在槍林彈雨中永倉率領的敢死隊給了薩長聯軍相當深刻的印象。戰敗後仍率領著原新選組改名的甲陽鎮撫隊奮力戰鬥，然而在甲州勝沼之戰依舊不敵裝備精良的新政府軍，只能率領剩餘殘部撤退到江戶。後來與近藤、土方不和，與原田自組了靖兵隊（靖共隊）奮戰。最後在米澤藩等待會津藩援軍時，得知會津藩已經投降的消息後，永倉回到江戶並接受松前藩之保護。後成為藩醫杉村介庵的婿養子。

## 明治后
明治四年（1871年），永倉新八在北海道，與醫生杉村介庵的女兒结婚，後改名杉村義衛，繼承杉村家户主。明治九年（1876年），杉村義衛从北海道到板橋（近藤勇遭處刑地，位於現今東京都板橋區的JR板橋車站東口旁）建立新選組墳墓，是少數不避諱自己新選組資歷的人物。明治十五年至十九年（1882年-1886年），杉村義衛就職北海道月形村樺戸監獄的的劍術教練。明治二十七年（1894年），中日甲午戰爭爆發，57歲的永倉也表示要志願參加拔刀隊，但是被婉拒；永倉便笑說「如果和前新選組隊士聯手，那些薩摩的看來就沒面子啦！」。大正四年（1915年）1月5日，在北海道小樽市渡過晚年的杉村義衛因蛀牙導致骨膜炎及敗血症病死，享年76歲。
永倉晚年時喜歡看電影，曾跟孫子說「近藤、沖田都年紀輕輕就死去，我反而活下來，有幸見到這般文明的奇景」，同時，還曾留下看完電影時遇到地痞無賴騷擾，卻被永倉以氣勢加以喝退的逸聞。

## 登場作品
動漫畫
- 青之壬生浪（講談社、安田剛士作）

遊戲
- Fate/Grand Order。配音福西勝也